# Michel Simonidy
Pour les articles homonymes, voir Sim.
Michel Simonidy, connu sous le pseudonyme de Sim, né Mihail Simonidi le 6 mars 1872 à Bucarest et mort le 7 février 1933 à Paris, est un peintre, illustrateur, décorateur et affichiste roumain, un des représentants de l’Art nouveau qui fit carrière en France.

## Vie et œuvre
Michel Simonidy est issu d'une famille grecque établie en Munténie. Né en 1870, il est baptisé avec un nom grec, Ménélas, mais est appelé d’un prénom roumain, Mihail, puis après qu’il s'est établi à Paris, il francise son prénom en Michel.
Simonidy affectionne les images raffinées, symbolistes, avec un penchant pour l’allégorie.
Peintre de genre et de nus, il fut élève de Léon Bonnat, William Bouguereau, Ferdinand Humbert et Gabriel Ferrier. Il figure au Salon des artistes français de 1896 à 1901, reçoit une mention honorable à l'exposition universelle de Paris de 1889 et une médaille d'argent à l'exposition universelle de 1900. Il expose au salon de la Société nationale des beaux-arts de 1903 à 1913. En décembre 1922, la galerie Barbazanges organise une rétrospective.
Affichiste, il a composé entre autres pour Braun Clément et Cie photographes, La Bourboule et Le Figaro (série), Sarah Bernhardt dans Théodora de Victorien Sardou.
Il est ami de l'affichiste Pal et du peintre Désiré Lucas. Une partie de son atelier a été vendue aux enchères à l'hôtel Drouot le 3 mars 2004.

## Œuvres dans les collections publiques

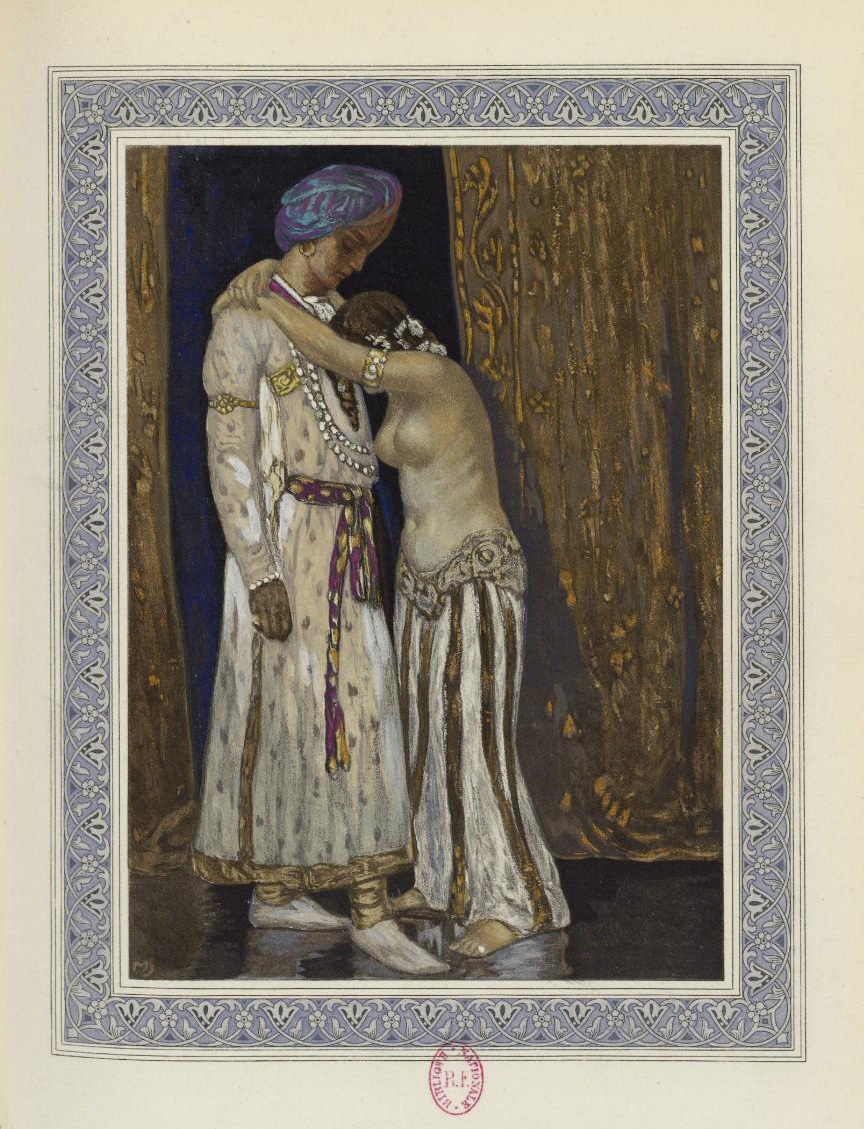
Illustration de Michel Simonidy pour Histoire de Minoutchehr : selon le Livre des Rois (1919).

- Tête de femme, Paris, musée national d'Art moderne
- La Lecture, Paris, musée d'Orsay
- Portrait du poète Francis Vielé-Griffin, musée des beaux-arts de Tours
- Portrait du roi de Roumanie Carol 1er et d'Elisabeta de Neuwied, pour la salle du conseil de la Caisse d’épargne et consignations de Bucarest.
- La Mort de Mithridate, Bucarest, musée national d'Art de Roumanie

## Illustrations
- Parfum d'hiver, partition musicale, composition de Rodolphe Berger, Enoch, 1900.
- Ferdowsi, L'Histoire de Minoutchehr selon le livre des Rois de Perse, 49 compositions en couleurs, Éd. Henri Piazza, 1919.

## Affiches
- Sarah Bernhardt - Théodora de Byzance
- Le Figaro illustré
- Cycle L'Aiglon
- La Bourboule
- Assurance L'Équitable des États-Unis
- Braun Clément et Cie photographes